# Catastega aceriella
Catastega aceriella är en fjärilsart som beskrevs av James Brackenridge Clemens 1861. Catastega aceriella ingår i släktet Catastega och familjen vecklare. Inga underarter finns listade i Catalogue of Life.

## Bildgalleri

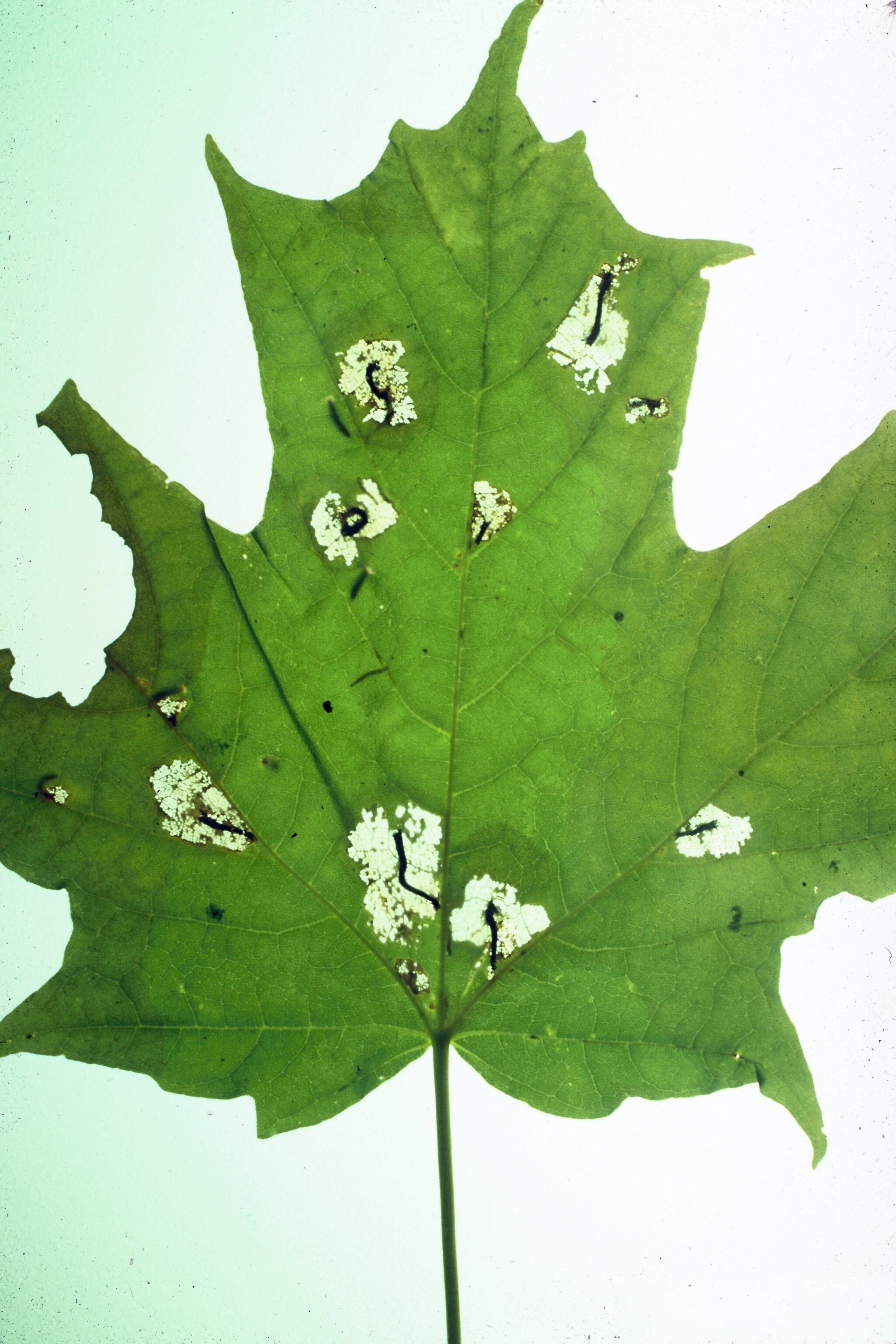
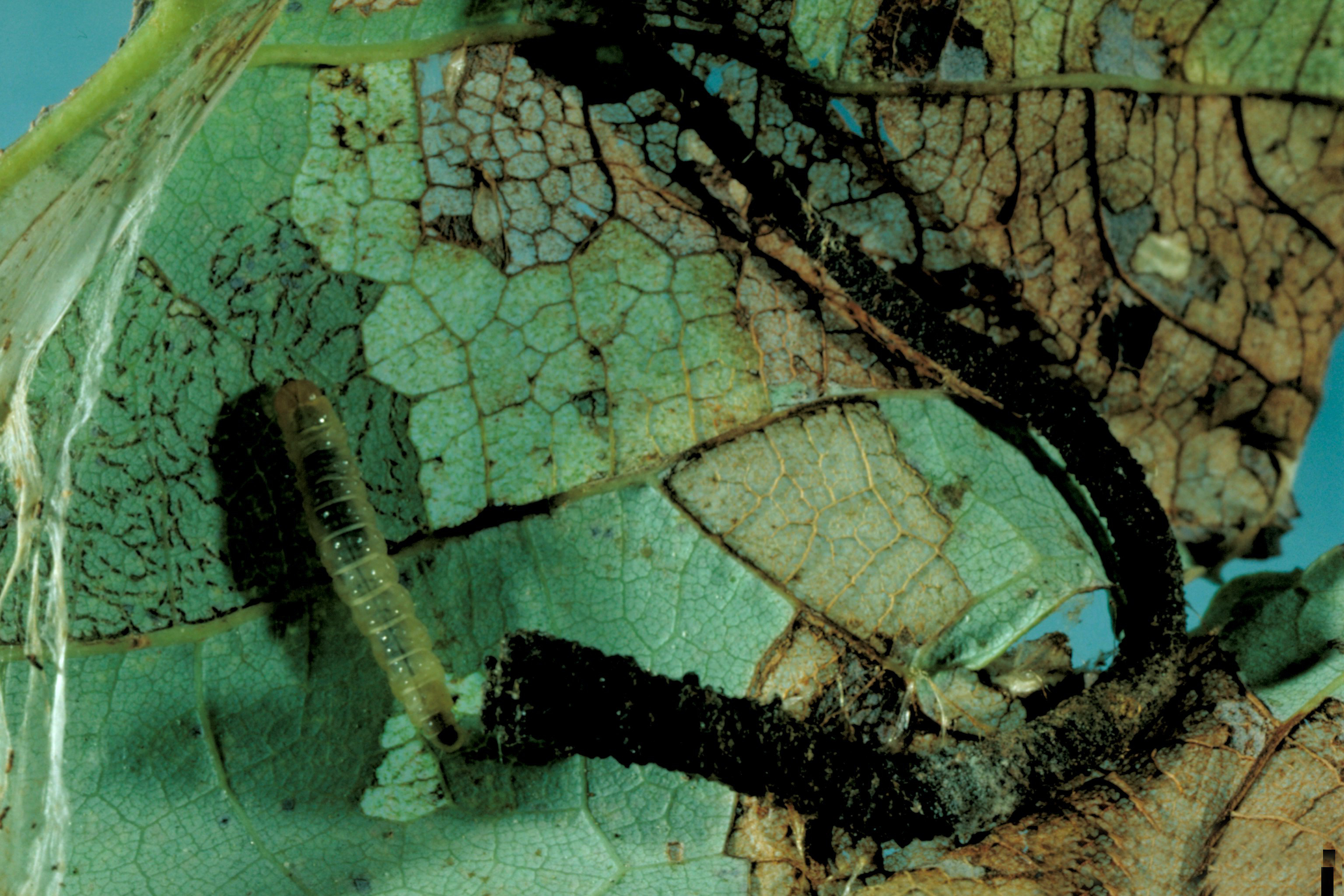
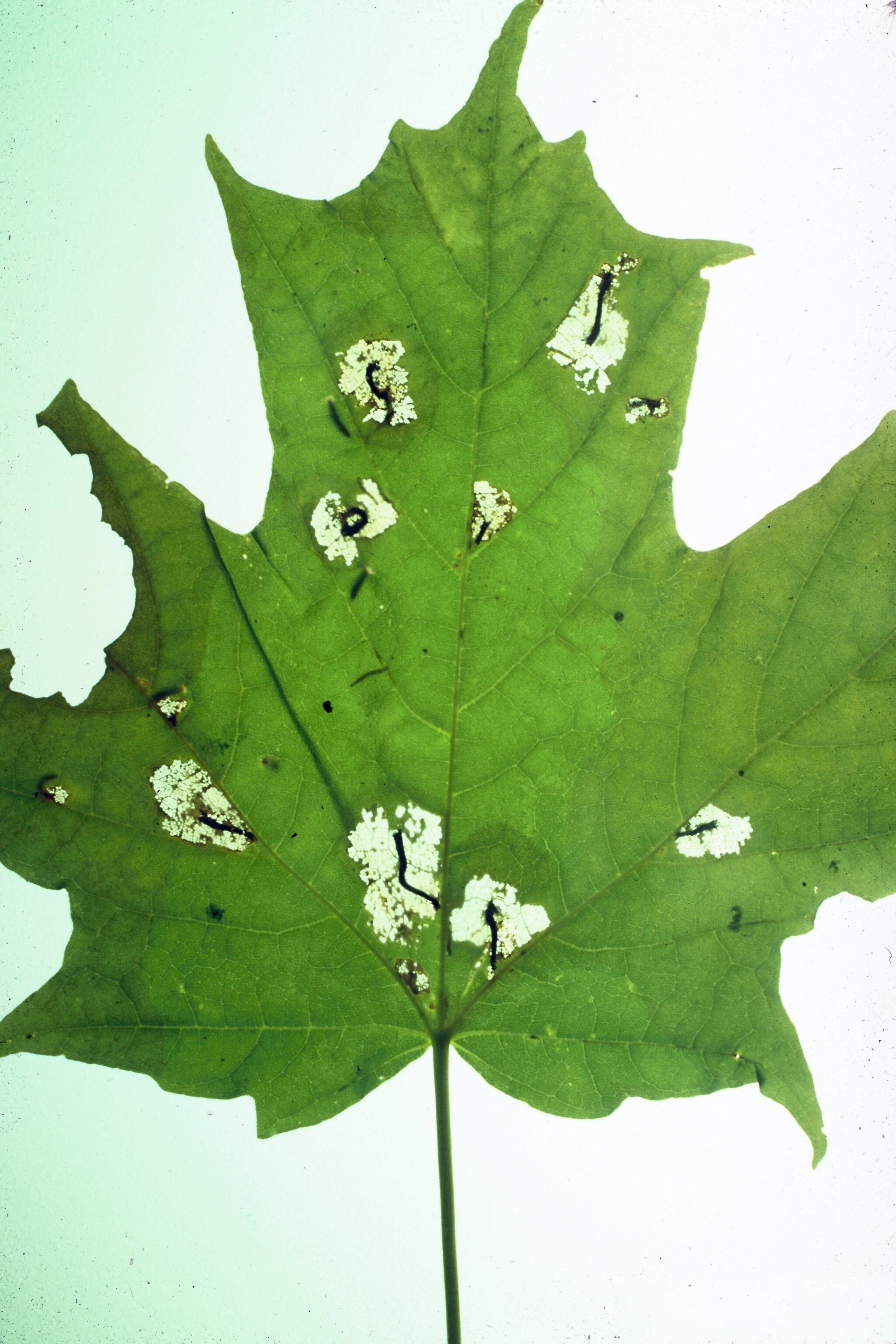